# ویلیام ام. بان
ویلیام مالکولم بان (William Malcolm Bunn)‏ (۱ ژانویه ۱۸۴۲–۱۹ سپتامبر ۱۹۲۳)، روزنامه‌نگار آمریکایی و فرماندار قلمرو آیداهو از سال ۱۸۸۴ تا سال ۱۸۸۵ بود. وی حرفهٔ سیاسیش را با اجرای یک سلسله وظایف محلی و ایالتی همزمان با خدمت به عنوان عضو سازمان حزبی سیاسی محلی، آغاز نمود. پس از خریداری روزنامهٔ فیلادلفیا، وی پوشش خبری مثبت را برای منافع سیاسی معامله کرد. در همان زمان، زندگی فعال اجتماعی را پرفروش داد و به‌خاطر سخنرانی‌هایش پس از ناهار، به شهرت رسید. بان در جریان دورهٔ فرمانداریش بین جناح‌های رقیب داخل حزبش که بر سر چندهمسری و حمایت از جمعیت مورمون مبارزه می‌کردند، درگیر شد.

## پس‌زمینه
بان در ۱ ژانویه سال ۱۸۴۲ در فیلادلفیای ایالت پنسیلوانیا متولد شد. در ناحیه شانزدهم شهر بزرگ شد و در مدارس دولتی آموزش دید. در یازده سالگی به کار در کارخانه شروع کرد. بان در آنجا مدت سه سال کار کرد و سپس به‌منظور پذیرفته شدن به مدرسه تحت اداره عمویش، به هاوانا ایالت نیویورک فرستاده شد. در سن ۱۶ آموزش رسمی خود را اتمام نمود و در چوب‌تراشی به کارآموزیآغاز نمود.
بان در آغار جنگ داخلی آمریکا در هفتاد و دومین پیاده‌نظام پنسیلوانیا برای سربازی نام‌نویسی کرد. در ۲۹ ماه ژوئن سال ۱۸۶۲ بان در جریان نبرد ایستگاه ساویچ زخمی و توسط نیروهای مؤتلفه دستگیر شد. بان به عنوان اسیر جنگی تا زمان آزادی در جریان مبادلهٔ زندانیان در اواخر همان سال، در ریچموند ایالت ویرجینیا نگهداری می‌شد. به‌محض برگشت به فیلادلفیا، بان به مشکلات ناشی از عود زخم مواجه شد و مرخصی پزشکی داده شد.
بان پس از خدمت نظامی، با برادرش در کسب و کار موفقیت‌آمیز چوب‌تراشی شروع به کار نمود. در سال ۱۸۷۰ با کاتین مایرس ازدواج نمود. این زوج یک پسر داشتند.

## اوایل حرفهٔ سیاسی
بان پس از خدمت به عنوان نماینده در کنوانسیون سراسری جمهوری‌خواهان فیلادلفیا در سال ۱۸۶۶ از لحاظ سیاسی فعال شد. سال بعدی نامزد کرسی شورای شهر شد، اما به‌منظور حل اختلافات در درون حزب خود، قبل از برگذاری انتخابات از کاندیداتوری خود انصراف داد. در سال ۱۸۶۸ در نخستین دور دوره‌های متوالی در مجمع عمومی پنسیلوانیا انتخاب شد. پس از دورهٔ خدمت در مجلس ایالتی، مأمور ثبت وصیت‌نامه‌ها انتخاب شد. پس از آن در سال‌های ۱۸۷۵ و ۱۸۷۸، نگهبان فقراء انتخاب شد. بان همزمان با این مناصب، به‌عنوان نمایندهٔ حزب در سطح محلی، ایالتی و ملی نیز خدمت کرد.
بان در سال ۱۸۷۸ روزنامهٔ «فیلادلفیا ساندی ترنسکریپت» را خریداری نمود. به عنوان صاحب امتیاز این روزنامه، بان حامی سازمان حزبی سیاسی کامرون شد و پوشش خبری مثبت را با منافع سیاسی معامله کرد.
بان علاوه بر فعالیت‌های سیاسی و بازرگانی، زندگی فعال اجتماعی را نیز پرورش داد. بان، به سخنران ناهار مشهور شد و لباس پُر زرق و برقش، سبب شهرت وی به‌عنوان یکی از بهترین لباس پوشان ایالت فیلادلفیا شد. به‌عنوان یکی از موفقیت اجتماعیش، بان نائب انجمن شبدر شد.

## فرمانداری
بان در آغاز دههٔ ۱۸۸۰ به معدن‌کاری در قلمروهای آریزونا و آیداهو علاقه پیدا کرد. بان که به مقام سیاسی نزدیک به منافع بازرگانی تمایل داشت، از ارتباطات سیاسیش استفاده نمود تا پس از استعفای جان سی. فریمونت، به عنوان فرماندار آریزونا گماشته شود. بان که در این تلاش خود به شکست مواجه شد، به دنبال منصب دیگری وابسته به منافع بازرگانی خود بود.
انتصاب بان در نتیجهٔ انتخابات ریاست‌جمهوری سال ۱۸۸۴ صورت گرفت. رئیس‌جمهور چیستر آرتور، موافقت کرد به انتصاب روزنامه‌نگار در ازای حمایت از سازمان حزب سیاسی کامرون، موافقت نمود. در مقابل، این سازمان سیاسی توافق کرد تا زمانی که آرتور نسبت به جیمز جی. بلاین در صدر باشد، از انتخاب مجدد وی حمایت نماید. بان در ۲۶ مارس سال ۱۸۸۴ فرماندار قلمرو آیداهو گماشته شد.
فرماندار جدید در ۲۶ ماه ژوئن سال ۱۸۸۴ وارد قلمروی آیداهو شد. بان به زودی به‌خاطر «روی دست‌گیری اقداماتی که هیچ فرمانداری قبل از وی تجربه نکرده بود یا توانمندی ادامه این اقدمات» با سبک اجتماعی و لباس مردانهٔ خود به شهرت رسید و به همین سبب «فرماندار شیک‌پوش» نامیده شود. از جملهٔ اقدمات مهم دوران فرمانداریش می‌توان به تجویز اوراق قرضه‌ای به ارزش ۸۰٬۰۰۰ دلار آمریکایی برای ساخت مقر دادستانی کل قلمرو، حمایت از قوانین محدودکنندهٔ قطع درختان در جنگلات قلمرو، تلاش برای ایجاد سمت دادستانی کل قلمرو درخواست ایجاد تیمارستان مجانین در بلک‌فوت و رفع نیاز به فرستادن بیماران روانی در تأسیسات اورگن، اشاره کرد.
به هر حال، بزرگ‌ترین مسئله سیاسی پس از رسیدن بان، جنبش ضد مورمون بود. فرماندار جدید که علایقی زیادی به منافع بازرگانی خود داشت، دیدگاه معتدلی را در مخالفت با چند همسری در پیش گرفت اما در قبال جمیعت مورمون از مدارا کار گرفت. این کار سبب مخالفت وی با جمهوری‌خواهان طرفدار سلب حق رأی مکمل مورمون‌ها و دموکرات‌های میانه‌رو متحد مورمون‌ها، شد. اقدامات مشخص اتخاذ شده توسط بان در این مسئله، شامل حمایت از قوانین ایجادکنندهٔ شهرستان بینگهام و در نتیجه ضعیف سازی نفوذ مورمون‌ها در شهرستان اونیدا شد و امضاء لایحه‌ای که مقامات قلمرو را ملزم به سوگند وفاداری بر ضد مورمون‌ها ملزم می‌ساخت، می‌باشد.
اقدامات اتخاذ شده توسط بان توأم با شعارهای ضد مورمون‌ها، برای قناعت دادن عناصر رادیکال حزبش کافی نبود. پس از این‌که فرماندار از انتصاب کاندیدا مورد حمایت دوبوا در یک پُست جدیداً ایجاد شده در شهرستان بینگهام، خودداری نمود بین بان و فرد دوبوا، مارشال ایالات متحده رهبر جناح رادیکال جمهوری‌خواه اختلاف پیدا شد. این امر موجب رویارویی بین فرماندار و مارشال شد و سبب شد که بان نتواند رو در رو با دوبوا ملاقات نماید. بان مدعی بود که دوبوا در شرف کشیدن اسلحه به طرف فرماندار غیرمسلح بود و در مقابل دوبوا، بان را ترسو نامید. علی‌رغم این برخورد، فرماندار ترجیح داد به دوید پی.بی. پراید، رهبر «بویز رینگ» اجازه داد برای کنترل حزب جمهوری‌خواه در داخل قلمرو با دوبوا وارد رقابت شود.
تنش‌ها میان جناح‌های میانه‌رو و رادیکال تا ۱۴ فوریه سال ۱۸۸۵ پیوسته ادامه یافت. در اوایل ساعات صبح، پس از چاپ روزنامهٔ آن‌روز با مجموعه‌ای از داستان‌ها و سرمقالهٔ انتقادی بان، مقامات حزب جمهوری‌خواهان شهر به زور وارد دفتر روزنامه شدند که سبب پراگندگی چاپ روزنامه شد. تقریباً در همان زمان دفاتر حزب آیداهو دموکرات به آتش کشیده شد. هیچ‌یکی از این حوادث سبب خسارت جدی نشد اما منجر به شور و غوغای عموم مردم شد. حامیان دوبوا از این حادثه به عنوان دلیلی برای روزنامه‌های محلی برای چاپ مجدد سرمقاله‌های قدیمی فیلادلفیا در انتقاد از بان، استفاده نمودند. تمامی حادثه بعدها به «جنگ بان» بان مشهور شد.
در زمان ورود به محل روزنامه، بان در مرخصی طولانی مدت بود. بان پس از پنج ماه به آیداهو برگشت و در تاریخ ۳ ژوئیه سال ۱۸۸۵ استعفای خود را پیشکش نمود که شش روز بعد منظور شد.

## اواخر زندگی
بان پس از استعفا به زادگاه‌اش برگشت. در سال ۱۹۰۸ بعضی از سخنرانی‌های پس از ناهار را منتشر کرد که حاوی مجموعه‌ای از سخنوری‌های وی بود. بان در ۱۹ سپتامبر سال ۱۹۲۳ در فیلادلفیا فوت نمود.

## کتابشناسی
- Donaldson, Thomas (1941). Idaho of Yesterday. Caldwell, Idaho: Caxton Printers, Ltd. OCLC 100976.
- Joyce, John St. George, ed. (1919). Story of Philadelphia. Philadelphia: Rex Printing House. p. 395. OCLC 8600206.
- Limbaugh, Ronald H. (1982). Rocky Mountain Carpetbaggers: Idaho's Territorial Governors, 1863-1890. Moscow, Idaho: University Press of Idaho. ISBN 0-89301-082-0.
- McMullin, Thomas A.; Walker, David (1984). Biographical Directory of American Territorial Governors. Westport, CT: Meckler Publishing. ISBN 0-930466-11-X.